# Schlägl
Schlägl (česky Drkolná) byla obec v okrese Rohrbach v kraji Mühlviertel v Horním Rakousku v blízkosti pomezí rakousko-českých hranic. V obci se nachází Drkolenský klášter, který ve 13. století podporovali mnozí jihočeští Vítkovci.
V roce 2015 byla obec sjednocena se sousedním městysem Aigen im Mühlkreis a stala se součástí nového městyse Aigen-Schlägl.

## Památky
- Klášter Schlägl/Drkolná s klášterním kostelem (založen roku 1204) a letní rezidencí
- Stiftsbrauerei Schlägl - jediný činný klášterní pivovar v Rakousku, založen roku 1580
- Hřbitovní kostel a dvůr
- Poutní kostel sv. Wolfganga:  St. Wolfgang am Stein, raně barokní stavba z let 1642–1644 (arch. Cipriano Novo)
- Bývalá česko-rakouská celnice Diendorf
- Muzeum kultury regionu Mühlviertel